# Francisco Javier Quevado y Vásquez
Francisco Javier Quevado y Vasquez fue educacionista chileno. 
Nació en Santiago en 1857. Fueron sus padres don Juan Quevedo y la señora Carlota Vásquez. Se educó en la Escuela Normal de Preceptores en 1874. Titulado profesor de Estado, se le nombró director de una escuela pública de Quillota en 1875. Poco tiempo más tarde fue director de la Escuela Superior de esa misma ciudad. En 1877 mereció por sus trabajos escolares el primer premio provincial de los preceptores de las escuelas públicas de la provincia de Valparaíso. Fundó en ese mismo año la Sociedad de Instrucción Primaria de Quillota. Asimismo organizó y dirigió la escuela nocturna para obreros adultos de esa ciudad. En 1888, redactó el periódico El Correo de Quillota. En 1892 obtuvo en concurso el puesto de director de la escuela Blas Cuevas de Valparaíso. En 1893 se le nombró director general de instrucción primaria del ejército. En este cargo ha organizado el ramo de instrucción primaria en el ejército, dependiendo del Estado Mayor con el grado de sargento mayor asimilado. En 1889 formó parte del Congreso Pedagógico, que se organizó por primera vez en Chile.